# Dianopachysaurus dingi
Il dianopachisauro (Dianopachysaurus dingi) è un rettile estinto, appartenente ai saurotterigi. Visse nel Triassico medio (Anisico, circa 244 milioni di anni fa) e i suoi resti fossili sono stati ritrovati in Cina.

## Descrizione
Questo animale era di piccole dimensioni e non doveva superare i 20 centimetri di lunghezza. Possedeva un cranio largo e piatto, dotato di un muso corto e stretto. La regione postorbitale era più lunga di quella preorbitale, e le orbite erano grandi e quasi circolari. I denti erano piccoli e aguzzi; quelli della premascella erano leggermente sporgenti in avanti. Il corpo era dotato di costole piuttosto spesse (pachiostotiche), e le zampe erano corte; ulna e radio erano di lunghezza uguale, molto più corti dell'omero.

## Classificazione
Dianopachysaurus dingi è stato descritto per la prima volta nel 2011, sulla base di uno scheletro quasi completo e perfettamente articolato proveniente dalla formazione di Guanling, nello Yunnan (Cina). Nonostante la piccola taglia, l'esemplare rappresenta senza dubbio un individuo maturo, come evidenziato dagli elementi carpali e tarsali ben ossificati, da frontale e parietale fusi e dalle premascelle parzialmente fuse. Dianopachysaurus fa parte dei pachipleurosauri, un gruppo di piccoli rettili acquatici considerati fra i più basali saurotterigi: con questi, Dianopachysaurus condivide alcune caratteristiche (sinapomorfie) come la marcata pachiostosi delle costole dorsali, la presenza di un forame entepicondilare e una fossa temporale superiore più piccola dell'orbita. All'interno del gruppo dei pachipleurosauri, le parentele di Dianopachysaurus vanno ricercate in altre forme provenienti dalla Cina come Keichousaurus, molto simile ma più recente. Come quest'ultimo, Dianopachysaurus possedeva frontali fusi, il margine posteriore dell'osso quadrato dritto e almeno un dente della mascella più grande degli altri.

## Significato dei fossili
I pachipleurosauri cinesi sembrano più basali rispetto a quelli europei, e quindi si è ipotizzato che l'origine del gruppo sia avvenuta in Cina, lungo i margini orientali dell'oceano Tetide. Tuttavia i pachipleurosauri cinesi, come Keichousaurus, erano più recenti di quelli europei, tranne il misterioso Hanosaurus; è stata quindi proposta una ghost lineage di alcuni milioni di anni per l'evoluzione dei pachipleurosauri. La scoperta di Dianopachysaurus colma perfettamente questa lacuna, sia stratigraficamente che filogeneticamente (Liu et al., 2011).